# Natacha Régnier
Natacha Régnier, född 11 april 1974 i Ixelles, regionen Bryssel, är en belgisk skådespelerska.

## Utmärkelser
Régnier utsågs till Bästa kvinnliga skådespelare vid filmfestivalen i Cannes för Änglars drömliv 1998.

## Roller (urval)
- 1996 – Encore
- 1998 – Änglars drömliv
- 1999 – Älskande på flykt
- 2012 – Kapitalet
- 2013 – Dagarnas skum
- 2017 – Une part d'ombre
- 2018 – Marseille (TV-serie)